# デ・トマソ・パンテーラ
パンテーラ（Pantera）は、イタリアの自動車メーカー、デ・トマソが1971年に発表したスーパーカーである。イタリア製のボディにアメリカ製の大排気量エンジンを搭載した、デ・トマソとフォード・モーターによる伊米合作のスーパーカーである。「パンテーラ」はイタリア語でヒョウの意。

## 経緯
1960年代後半、デ・トマソのオーナーで創始者であるアレッサンドロ・デ・トマソと個人的に親しかったイタリア系アメリカ人のリー・アイアコッカが、当時副社長を務めていたフォードのブランドイメージ向上のために「GT40のイメージを踏襲するスポーツカー」のプロジェクトを企画し、このプロジェクトにデ・トマソを招き入れたことによって誕生したのがパンテーラである。
このプロジェクトの最大の目標は、徹底的にコストダウンを推し進め大量生産して廉価なスポーツカーとして売り出すことにあり、これを受けてパンテーラは前作のマングスタ同様、フォード製エンジンを使用することに決定した。
デザインは、当時デ・トマソ傘下でフォードとも密接な協力関係にあったギアのトム・ジャーダが担当した（ギアはパンテーラの開発中の1970年にフォードに売却されている）。イタリア製の美しいボディにアメリカ製のワイルドな大排気量エンジンをマッチングさせる経緯において、アレッサンドロ・デ・トマソの辣腕振りは遺憾なく発揮された。
メインの市場はそれまでデ・トマソなどのヨーロッパの高級スポーツカーメーカーが狙いを定めていたヨーロッパではなく、フォードの本拠地であるアメリカだった。ただし、アメリカでのデ・トマソの知名度は低かったため、フォードの巨大な販売網を利用しフォードブランドの名を借りて販売した。

## 機構・スタイル
ボディ構造はマングスタまで受け継がれていたバックボーンフレームを捨て去り、量産性に優れるモノコックを採用した。サスペンションは前後ダブルウィッシュボーンであるが、リアサスペンションの剛性が充分ではなく破損しやすい欠陥を抱えていた。この点は、後の改良によって修正されている。
エンジンはフォード・351-4Vを搭載する。330馬力、45kgf・mを発生するが、特にチューニングされたものではなく、コストダウン重視でほとんどノーマルのままミッドシップに搭載している。

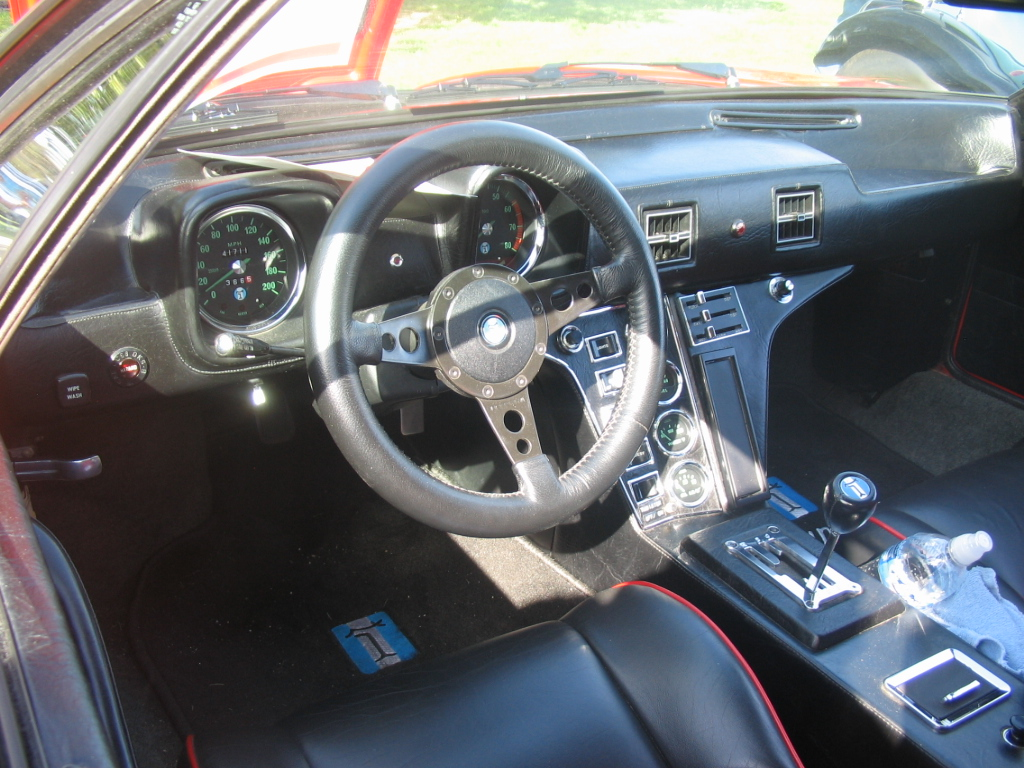
パンテーラのインテリア

このエンジンの動弁機構はOHVで、SOHCやDOHCに比べてシリンダーヘッドが小さく、エンジンそのものの重心は高くない。加えてエンジン全体も排気量に比して非常に小型軽量である。しかし、潤滑に一般車と同様のウェットサンプ式を採用していたため、エンジンの搭載位置が高くなり、その影響により重心も高くなってしまった。パンテーラは、アメリカのニーズに合わせて車高を高く設定していたため、これらが相まって挙動の不安定さに拍車をかけた。加えて、ライバルであるフェラーリやランボルギーニが自社製のエンジンを搭載していたのに対し、パンテーラはフォード製のエンジンを搭載していたため、一部のエンスージアストからは「純粋なスポーツカーではない」と根拠のない非難まで浴びてしまう。
しかし、パンテーラはそれらのライバルに対して半額のプライスタグをつけていたため、競争力という点ではかなり強かった。目標生産台数4,000台には及ばなかったが、最盛期の1972年には2,700台以上を記録、この種のスーパーカーとしては大成功の部類に属する販売台数に達した。1973年に到来したオイルショックの波には勝てず、快進撃を続けていた生産台数は急下降してしまうものの、基本的なスタイルは維持したまま走行性能に関わる改良を続け、1990年代に至るまで非常に小規模ながら生産され続けた。

## モデル

### パンテーラ
1971〜1972年中期の、Lモデル以前のモデルを指す。その中でも前期型と後期型に分かれており、後期型では以下の点が変更されている。
- トランスミッションのインプットシャフト径
- 車体配線
- ミッションマウント
- ドアハンドル
- エンジン仕様
- シャシーの補強

なお、カーエアコンは全車標準装備である。

### パンテーラL
イタリア語で「豪華、贅沢」を意味するLussoの名を語尾につけ、1972年に追加されたモデル。アメリカ市場での販売を促進するために設定されたモデルで、扱いやすさを向上させるためにエンジン出力を40馬力ほどデチューンしている。外観に関しては衝撃吸収バンパーに変更（ヨーロピアンモデル以外）されたほか、シートベルト警告ランプとブザーなど充実した装備の関係で、車重は約100キログラム増となっている。

### パンテーラGTS

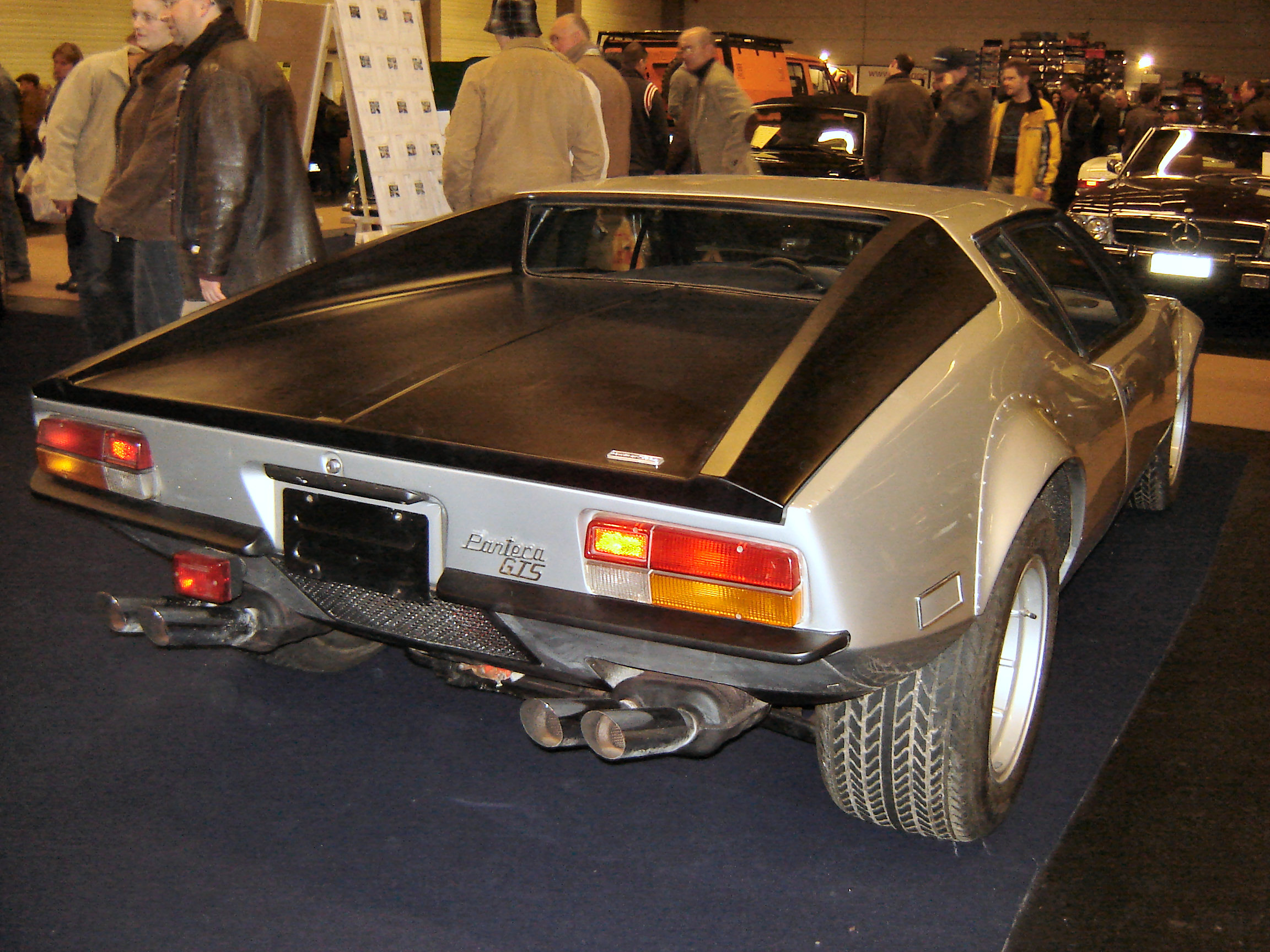
パンテーラGTS

1973年に登場したパンテーラのハイパフォーマンスモデル。同一名称でアメリカ仕様とヨーロッパ仕様が存在し、ヨーロッパ仕様はエンジンの圧縮比が上げられ、それに伴い出力も350馬力、トルク50 m kgf (490 N·m) に引き上げられている。公称最高速度は290 km/h。向上したパワーに対応する為にタイヤも若干太いものに変更された。ペイントデザインが変更され、ボディのウェストラインから下がブラックの塗装になっており、これまでのパンテーラより派手な印象が際立っている。日本にも輸入されたことで知られているが、そのほとんどはノーマルエンジンのパンテーラをGTSルックにしたアメリカ仕様であった。

### パンテーラGT4

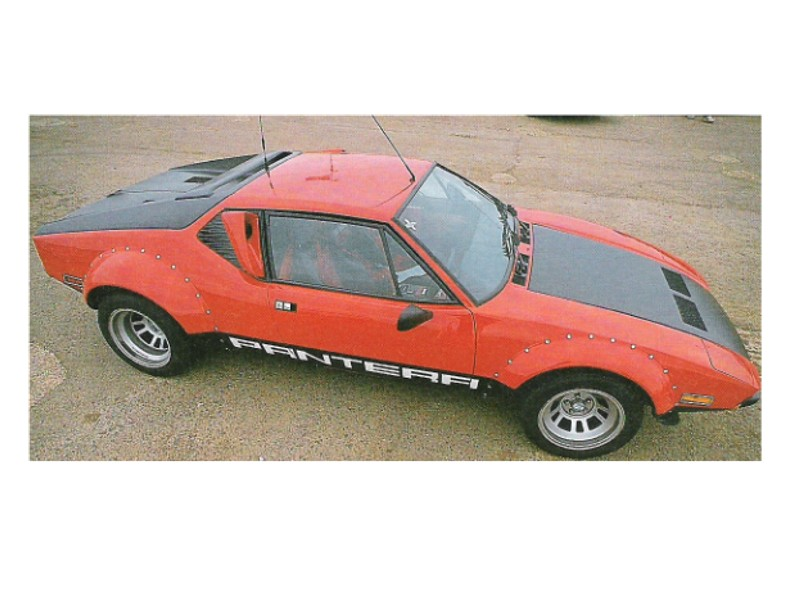
パンテーラGT4

参戦に必須な条件が「連続する12ヶ月間に最低500台の生産」というグループ4 (特殊グランドツーリングカーカテゴリー) に殴り込みをかけるべく生産され、パンテーラGTSをレーシングカーとしてリファインしたモデルである。エンジンは500馬力以上のチューニングが施され、そのパワーを路面に伝える為のワイドトレッドタイヤ（フロント10J・リヤ13J）、それを収める為の豪快なオーバーフェンダー、右サイドウィンドウ後部に設置された給油口が特徴。公称最高速度は331 km/h。レースではさしたる結果を残していないが、レース仕様であるGT4をそのまま生産に移し1974年に計6台が販売された。

### パンテーラGT5

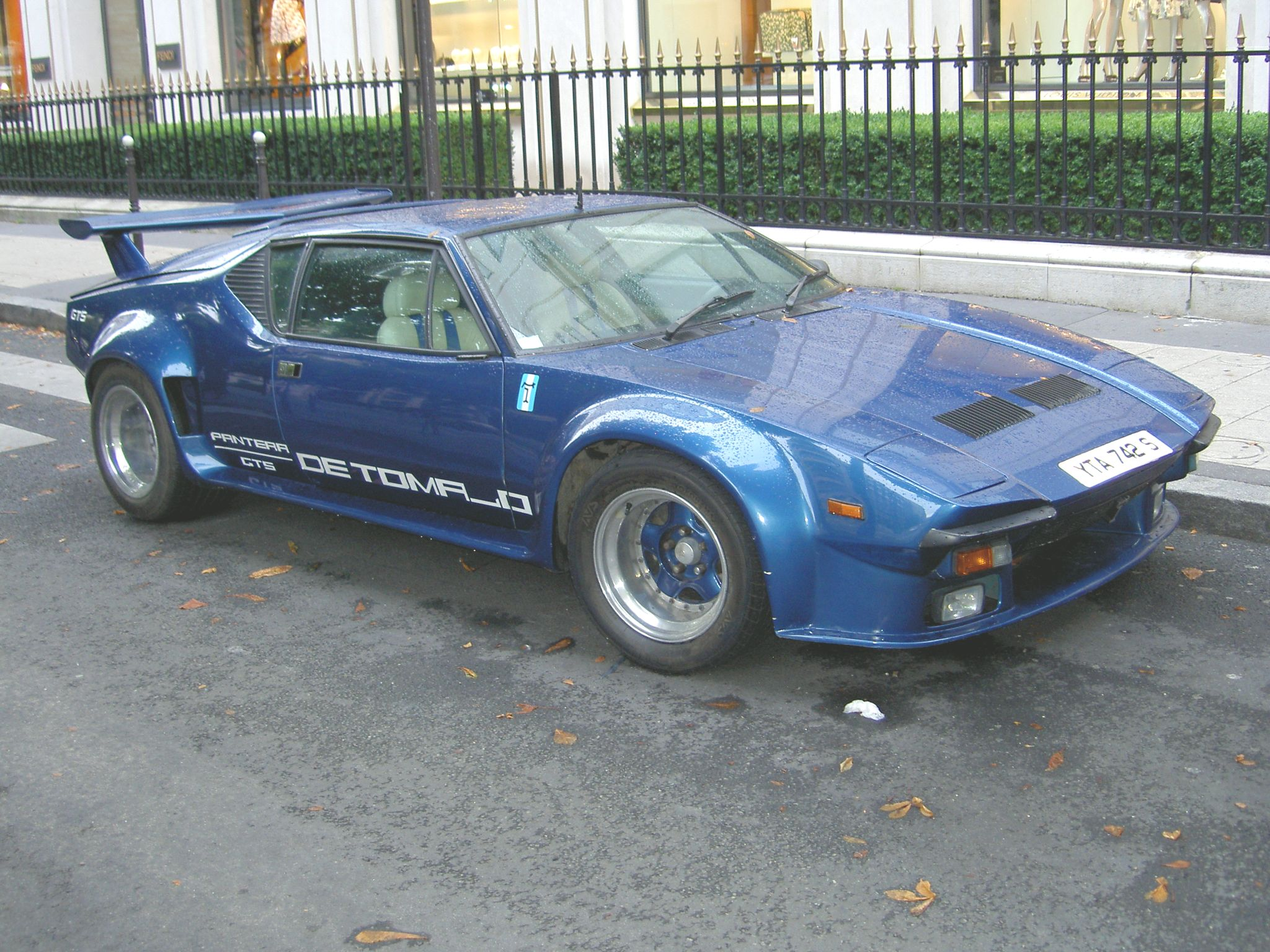
パンテーラGT5

1980年に大胆なイメージチェンジを果たして追加されたモデル。パンテーラGT4の外観をスマートにし、ランボルギーニ・カウンタック風のウイングを装着しているのが特徴。オーバーフェンダーはリベットを廃したデザインになり、軽量なFRPで成型される。レースカー的な雰囲気を醸し出しているものの、一般公道で扱いやすくする為にエンジン出力は330馬力にデチューンされている。公称最高速度は281 km/h。

### パンテーラGT5S

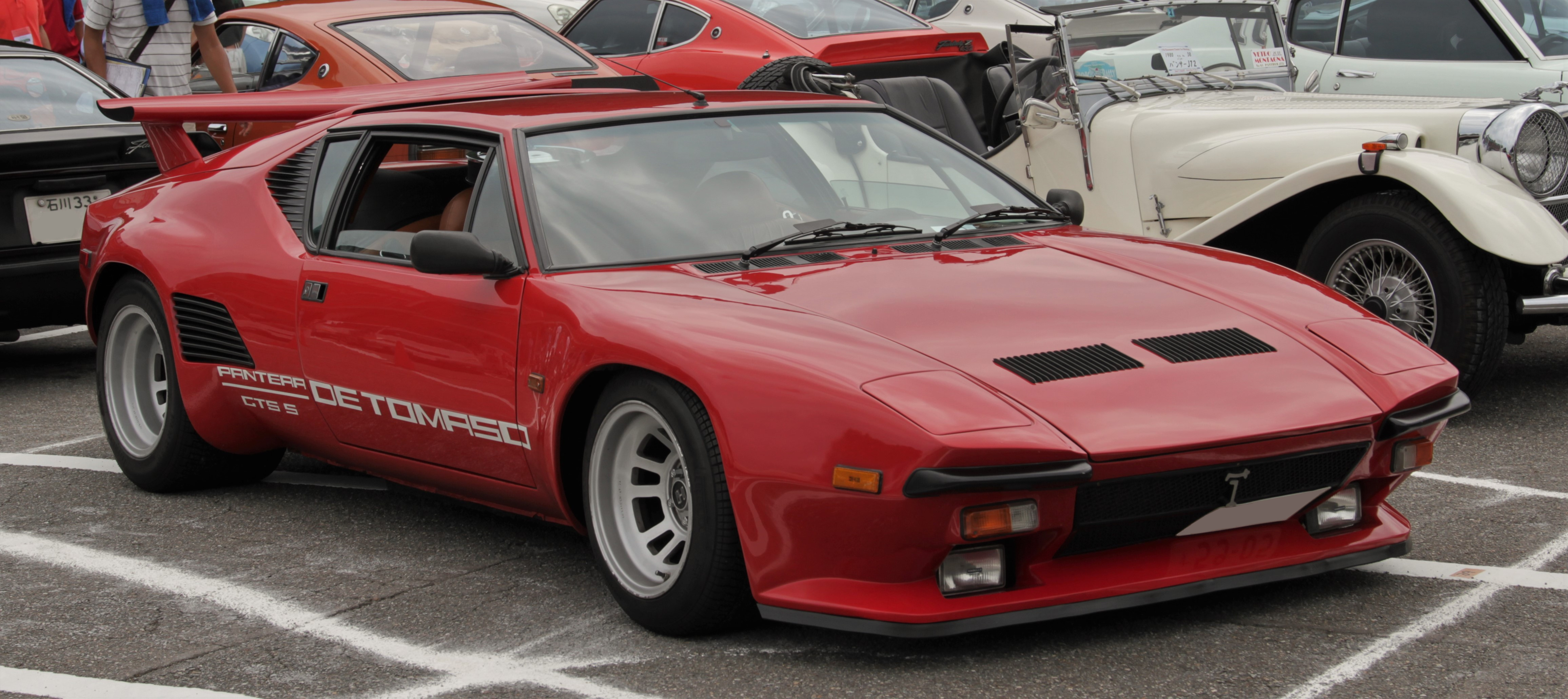
パンテーラGT5

パンテーラGT5のマイナーチェンジ版として1984年に追加された。GT5の派手な特徴はそのままに、前後まで連なっていたオーバーフェンダーはサイドスカート部を外し、フェンダー一体型の滑らかなデザインに変更されている。エンジンはチューニングの異なる二種類が用意され、標準仕様は300馬力、ハイパフォーマンス仕様は350馬力を発生する。なお、このモデルの前後からアメリカ製のエンジンが生産終了となったため、同型のオーストラリア製のものに変更された。

### パンテーラSI

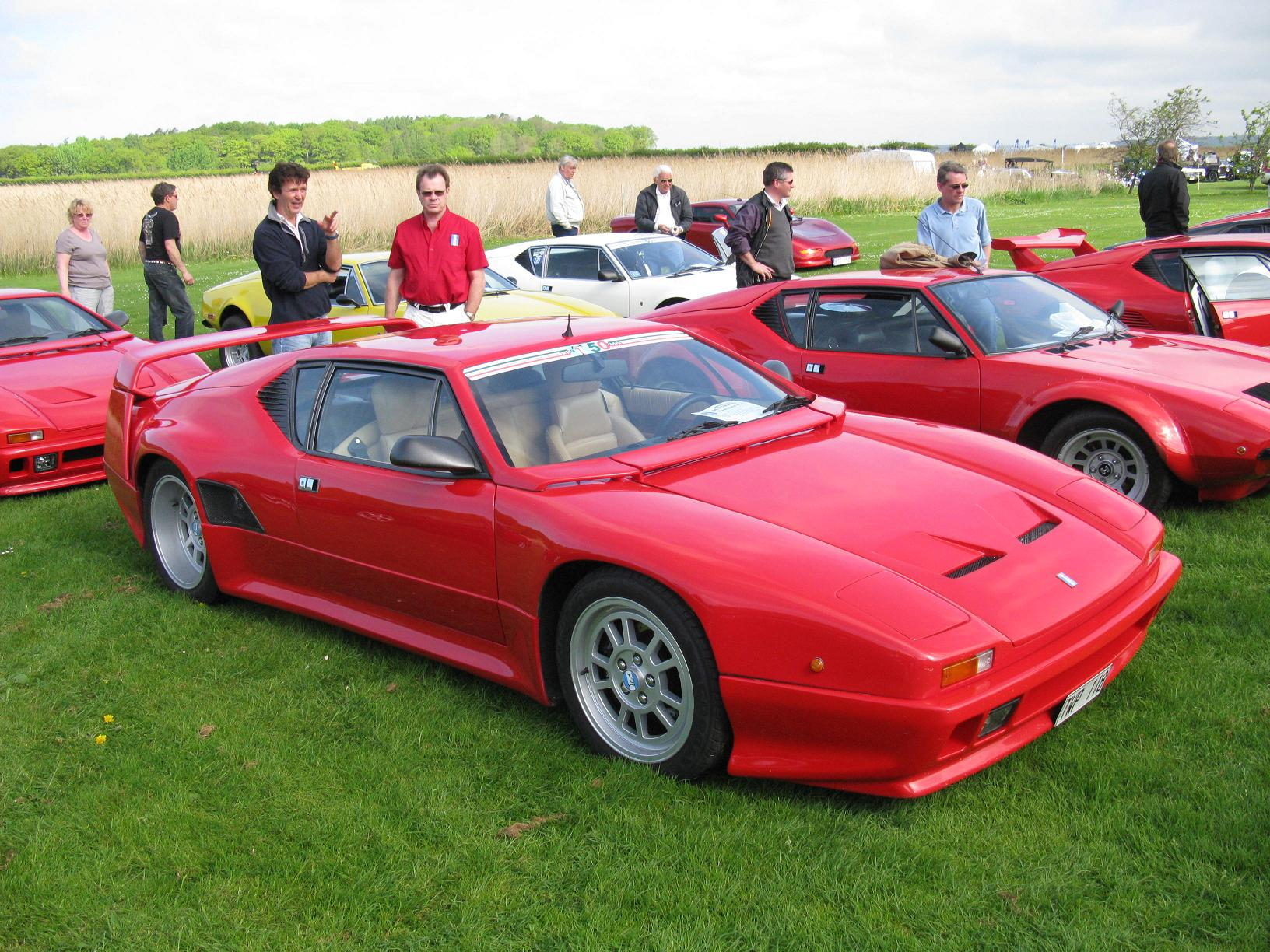
パンテーラSI

パンテーラの最終型ともいえる改良を施されたモデル。発表は1991年のトリノショー。ヌォーバ・パンテーラ、もしくはガンディーニ・パンテーラとも呼ばれることがある。ヌォーバはイタリア語で「新しい」という意味であり、スタイリングはマルチェロ・ガンディーニが務めた。スタイリングは全体的にRが付いて滑らかになり、フェンダーはブリスター風になった。また、フェラーリ・F40を髣髴とさせるような造形を有し、特にそれは二分割式リアウイングに現れている。フロントガラス下にもウイング状の空力パーツが取り付けられた。
エンジンが変更され、同時期のフォード・マスタングと同様の5.0HOが搭載された。このエンジンは247馬力、トルク40.8 m kgf (400 N·m) と、従来モデルと比較すると控えめな仕様になっている。
1994年、製造された41台の内の4台のみが、ミラノの車両製造会社Pavesiによって従来モデルには設定されていなかったタルガトップに改造された。SIタルガは、パンテーラ最後の公式バリエーションとなった。

## 光永パンテーラ
日本において、公式な最高速記録として初めて300キロメートル毎時 (km/h) の大台を超えたのは、パンテーラをベースに高度なチューニングを施した車両であった。この車両はオーナーであるゲーリー・アラン・光永の名前をとって、通称「光永パンテーラ」と呼ばれた。
当該最高速トライは、1981年11月17日に自動車雑誌『Option』が主催し、茨城県の日本自動車研究所旧テストコース（通称：谷田部）で行われ、高橋国光のドライブで307.69 km/hを記録した。それ以前の記録がフェラーリ・512BBが記録した277.99 km/hであったため、一気に30 km/h近くも記録を更新したことになる。マシン製作はABR細木エンジニアリングが担当し、エンジンはアメリカからフルチューンされたシボレーLS7・V型8気筒エンジンを輸入してスワップ。当日はまだテストラン段階で、エンジン出力も目標の680 PSを大きく下回っており、またドライブした高橋によれば「ストレート後半では多少浮き気味であった」とのことで、マシンの熟成が進めばさらなる記録更新も可能ではないかと言われた。
しかしこのテスト走行の12日後、光永は自宅近くでパンテーラをドライブ中に交通事故に遭い他界。そのため最高速チャレンジは継続されることなく終わってしまった。

## 復刻モデルの登場

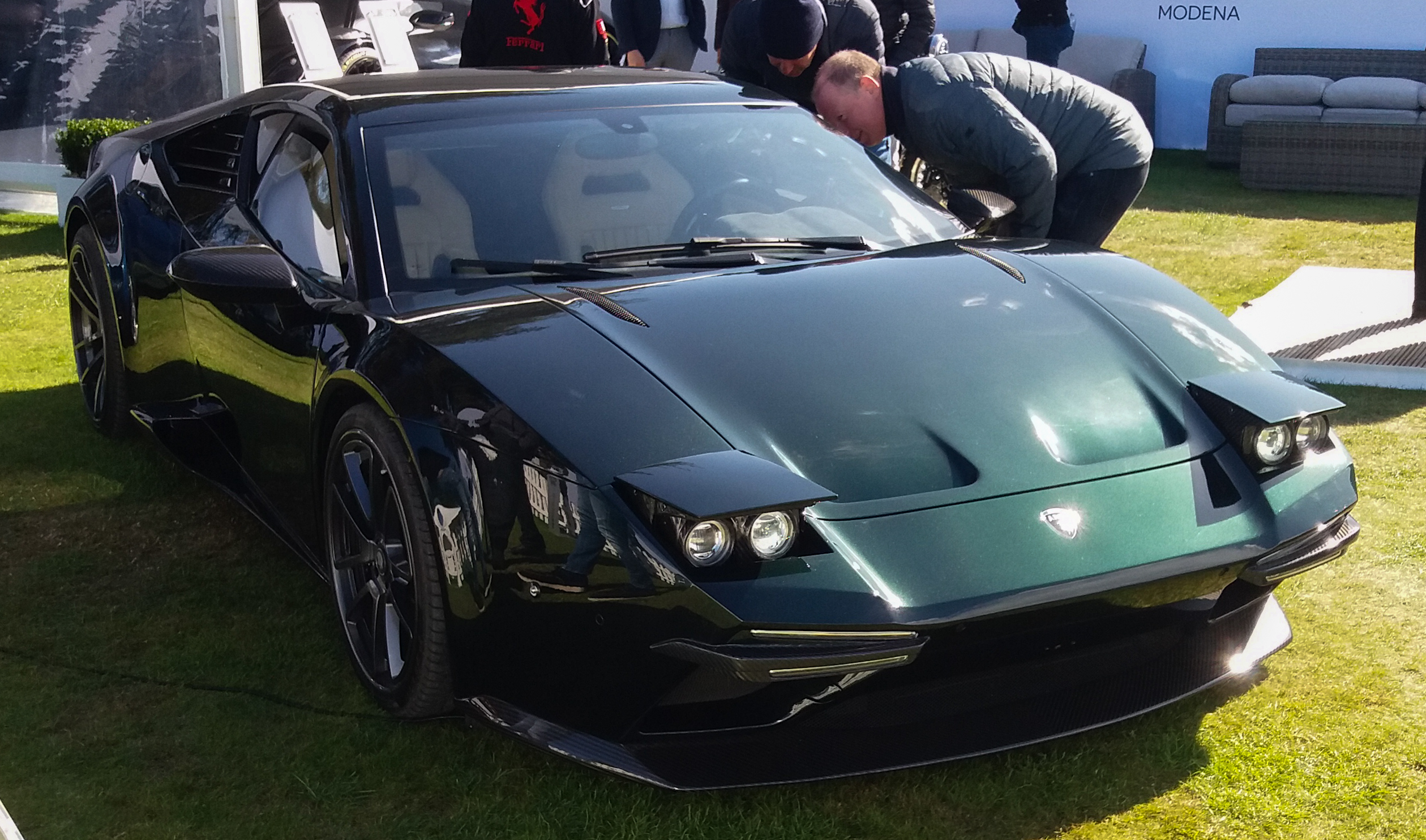
アレス・パンサー

2019年3月、モデナに本社を置くカスタムカーメーカーのアレス・デザインは、ランボルギーニ・ウラカンをベースとしたカスタムカーのパンサーを発表した。
ボディはパンテーラをモチーフとした造形となっており、近年は採用例が皆無となっていたリトラクタブル・ヘッドライトに至るまで再現されている。
パワートレインはウラカンと同一で、エンジンは5.2 LのV型10気筒自然吸気を搭載、駆動方式は4WDである。

## 取り上げた作品
- 『西部警察』 -  PART-Iの14話「殺し屋参上」に登場する。
- 「ワイルド・スピード MEGA MAX」 -  2011年公開のカーアクション映画。
- 「デトマソパンテーラを見た」（ザ・クロマニヨンズ、アルバム『BIMBOROLL』収録）